# 발레리 프리욤카
발레리 빅타라비치 프리욤카(벨라루스어: Валерый Віктаравіч Прыёмка, 러시아어: Валерий Викторович Приемко 발레리 빅토로비치 프리옘코[*], 1983년 6월 15일 ~ )는 벨라루스의 펜싱 선수로 주 종목은 사브르이다. 2012년 하계 올림픽에서 남자 사브르 개인전과 단체전에 출전하였으며, 개인전 32강에서 알도 몬타노에게 9-15로 패하며 탈락하였고, 단체전에서는 7위를 기록하였다.